# Augusta (titolo)

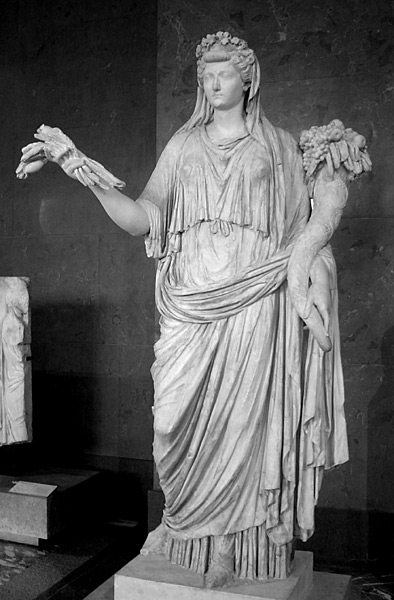
Livia Drusilla, la prima augusta, nel 14

Augusta (venerabile) fu un titolo imperiale romano; era la forma femminile del titolo augusto, e veniva attribuito, di norma, alle mogli o alle parenti degli imperatori romani. A partire dal III secolo, venne affiancato dai titoli Mater patriae (madre della patria) e Mater castrorum (madre degli accampamenti). Ad alcune Auguste dopo la morte furono concessi onori divini e il titolo di "Diva", analogo a quello di "Divus" per gli imperatori divinizzati con la cerimonia di apoteosi.
Il titolo di augusta, sebbene simile al corrispettivo maschile, non portava con sé né l'imperium proconsolare né la potestà tribunizia; queste mancanze, unite al fatto che difficilmente una donna avrebbe potuto portare il titolo di imperator (cosa che avverrà solo nell'Impero bizantino, dove Irene d'Atene sarà basileus), rendevano impossibile l'esercizio effettivo e legale del potere per una augusta. Solo due sono i casi in cui una donna potrebbe aver regnato di proprio diritto: quando Caligola, ammalato, designò sua sorella Drusilla come successore e nel caso di Ulpia Severina, secondo alcuni storici imperatrice per un breve periodo dopo la morte del marito Aureliano.
Di fatto, anche la madre del giovane imperatore Eliogabalo, Giulia Soemia (che pure non ebbe il titolo ufficiale), e quella di Nerone, Giulia Agrippina Augusta, esercitarono la reggenza durante la giovane età dei figli (Agrippina arrivò anche a battere moneta durante l'assenza in guerra del marito Claudio). Anche Giulia Domna la madre dell'imperatore Caracalla, Giulia Mamea madre di Alessandro Severo e la madre di Mamea e Soemia, Giulia Mesa sono state le vere dominatrici dietro al trono.

## Augustaedell'impero romano
| Ritratto | Anno                | Nome                           | Parentela                                                         |
| -------- | ------------------- | ------------------------------ | ----------------------------------------------------------------- |
|          | 14                  | Livia Drusilla                 | moglie di Augusto, madre di Tiberio                               |
|          | 41                  | Antonia minore                 | madre di Claudio                                                  |
|          | 50                  | Agrippina minore               | moglie di Claudio, madre di Nerone                                |
|          | 64                  | Poppea                         | moglie di Nerone                                                  |
|          | 64                  | Claudia                        | figlia di Nerone                                                  |
|          | prima dell'80       | Flavia Domitilla minore        | figlia di Vespasiano                                              |
|          | 79                  | Giulia                         | figlia di Tito                                                    |
|          | 81                  | Domizia Longina                | moglie di Domiziano                                               |
|          | 105                 | Plotina                        | moglie di Traiano                                                 |
|          | 105                 | Ulpia Marciana                 | sorella di Traiano                                                |
|          | 112                 | Salonina Matidia               | nipote di Traiano                                                 |
|          | 128                 | Vibia Sabina                   | moglie di Adriano                                                 |
|          | 138                 | Faustina Maggiore              | moglie di Antonino Pio                                            |
|          | 146                 | Faustina Minore                | figlia di Antonino Pio, moglie di Marco Aurelio, madre di Commodo |
|          | 164                 | Annia Aurelia Galeria Lucilla  | figlia di Marco Aurelio e moglie di Lucio Vero                    |
|          | 177                 | Bruzia Crispina                | moglie di Commodo                                                 |
|          | 193                 | Manlia Scantilla               | moglie di Didio Giuliano                                          |
|          | 193                 | Didia Clara                    | figlia di Didio Giuliano                                          |
|          | 202                 | Fulvia Plautilla               | moglie di Caracalla                                               |
|          | 219                 | Giulia Cornelia Paula          | prima moglie di Eliogabalo                                        |
|          | 220                 | Aquilia Severa                 | seconda e quarta moglie di Eliogabalo                             |
|          | 221                 | Annia Faustina                 | terza moglie di Eliogabalo                                        |
|          | anni 220            | Giulia Mamea                   | madre di Alessandro Severo                                        |
|          | anni 220            | Sallustia Orbiana              | moglie di Alessandro Severo                                       |
|          | 236                 | Cecilia Paolina                | moglie di Massimino il Trace                                      |
|          | 238                 | Sabina Tranquillina            | moglie di Gordiano III                                            |
|          | anni 240            | Otacilia Severa                | moglie di Filippo l'Arabo                                         |
|          | 240                 | Erennia Cupressenia Etruscilla | moglie di Decio, madre di Erennio Etrusco e Ostiliano             |
|          | anni 250            | Mariniana                      | moglie di Valeriano                                               |
|          | circa 250           | Cornelia Salonina              | moglie di Gallieno                                                |
|          | 253                 | Cornelia Supera                | moglie di Emiliano                                                |
|          | 260                 | Sulpicia Dryantilla            | moglie di Regaliano                                               |
|          | 274                 | Ulpia Severina                 | moglie di Aureliano                                               |
|          | 283                 | Magnia Urbica                  | moglie di Carino                                                  |
|          | 308                 | Valeria Galeria                | figlia di Diocleziano e moglie di Galerio                         |
|          | dopo il 312         | Elena                          | madre di Costantino I                                             |
|          | dopo il 312         | Costantina                     | figlia di Costantino I                                            |
|          | tra il 364 e il 378 | Albia Dominica                 | moglie di Valente                                                 |
|          | prima del 385       | Elia Flaccilla                 | moglie di Teodosio I                                              |

## Augustaedell'impero romano d'Occidente
- 400 (9 gennaio): Elia Eudossia, moglie di Arcadio
- 421: Galla Placidia, figlia di Teodosio I, moglie di Costanzo III, madre di Valentiniano III.
- 439, 6 agosto: Licinia Eudossia, moglie di Valentiniano III
- circa 440: Giusta Grata Onoria, sorella di Valentiniano III.

## Augustaedell'impero romano d'Oriente o Impero bizantino
- 308: Galeria Valeria, moglie di Galerio;
- 475: Elia Zenonide, moglie di Basilisco;
- 518: Eufemia, moglie di Giustino I;
- 527: Teodora, moglie di Giustiniano I;
- 602: Leonzia, moglie di Foca;
- 610: Fabia Eudocia, prima moglie di Eraclio I;
- 611: Eudocia Epifania, figlia di Eraclio I;
- 613: Martina, seconda moglie di Eraclio I;
- 751: Eudochia, terza moglie di Costantino V;